# Nausibius wagneri
Nausibius wagneri es una especie de coleóptero de la familia Silvanidae.

## Distribución geográfica
Habita en Argentina.